# اپرای خسرو و شیرین
خسرو و شیرین نام اپرایی است اثر از حسین دهلوی آهنگساز ایرانی.

## اجراها و عوامل
اولین اجرای این اپرا در پنجم آبان ۱۳۴۹ بود و کارگردان آن عنایت رضایی و رهبر ارکستر حشمت سنجری. کارل ارنست آکرمان رهبری کر را به عهده داشت و دکور و لباس را به ترتیب تئولاو و هلن انشا ساخته بودند. تکخوانان اپرا عبارت بودند از حسین سرشار (خسرو پرویز)، عنایت رضایی (شاپور)، سودابه صفائیه (شیرین)، آلک ملکونیان (فرهاد)، فاخره صبا (مریم)، وحیده فتوره‌چی (ندیمه) و دانیل گوژوین، روبن آقابگیانس و اسماعیل واثقی (در نقش‌های کوچک‌تر).

## نقد و نظر
این اپرا با استقبال زیادی روبه‌رو شد و نقدهایی دربارهٔ آن نوشتند که غالباً مثبت و ستایش‌انگیز بود:
روزهای سه‌شنبه ۵ و شنبه ۹ آبان ۱۳۴۹ اپرای خسرو و شیرین که نخستین کار اپرایی حسین دهلوی است، در تالار رودکی به روی صحنه آمد. خسرو و شیرین اگرچه با منظومهٔ دل‌انگیز نظامی گنجوی بی‌ارتباط نیست، ولی در راه صحنه‌ای شدن و انطباق با امکانات فنی و ضوابط اپرایی، تفاوت عمده‌ای با آن پیدا کرده‌است. متن اپرا (لیبرتو) را  احمد دانشور نوشته‌است و عنایت رضایی و حشمت سنجری به ترتیب کارگردانی و رهبری ارکستر را به عهده داشتند. رضایی با توجه به امکانات محدود متن، صحنه‌سازی‌های مناسبی ترتیب داده بود. رهبری حشمت سنجری نیز چشمگیر و شایسته بود.
دهلوی با آنکه شاهکاری به وجود نیاورده و این نکته‌ای است که خود نیز واقع‌بینانه به آن اعتراف دارد، ولی جابه‌جا خود را مستعد و دارای قریحهٔ چشمگیر در راه آفرینش آثار صحنه‌ای معرفی می‌کند. کسب تجربه بیشتر بی‌تردید آثار آینده او را برجسته‌تر خواهد ساخت.
حسین سرشار در نقش خسرو، صدا و بازی خوبی ارائه داد. سرشار در بازآفرینی نقش‌های مقتدر اقتدار کافی دارد. سودابه صفائیه (شیرین) که اخیراً به ایران بازگشته است، سوپرانوی دلپذیری است، اگرچه در خسرو و شیرین ـ شاید به جهت دور بودن از ایران و مهجور ماندن از زبان فارسی ـ «دیکسیون» مبهم، گنگ و نامناسبی داشت که به کار او لطمه می‌زد. بدیهی است که در یک اپرای ایرانی، شنوندگان و بینندگان، تمایل بیشتری به درک دیالوگ‌های متن دارند. فاخره صبا در نقش مریم، همسر خسرو، و نیز رضایی و آلک ملکونیان در نقش‌های شاپور و فرهاد موفق بودند. تئولاو بر طبق روال همیشگی، دکورهای پرشکوهی فراهم کرده بود. لباس‌های هلن انشا برای برخی از شخصیت‌ها خوب و برای برخی دیگر نامناسب بود. فی‌المثل لباس مبدل شیرین در پرده سوم، با توجه به اندام نه چندان درشت صفائیه می‌توانست بهتر از این باشد.
به هر حال خسرو و شیرین، با وجود ضعف‌های بی‌تردیدی که در خود نهفته داشت، واجد ارزش‌هایی چشمگیر بود و بزرگ‌ترین ارزش آنکه گام دیگری در راه پرمخاطره ایجاد اپرای ملی برداشته شد. با شناخت و تصحیح خطاهای این گام می‌توان به گام‌های استوارتر آینده امیدوار شد.
سعدی حسنی نیز در نقد خسرو و شیرین نوشته:
اپرای خسرو و شیرین روی داستان منظوم نظامی گنجوی بنا شد. در سال ۱۳۴۷  حسین دانشور قسمت‌هایی از منظومه خسرو و شیرین نظامی را به صورت یک نمایش‌نامه اپرایی تنظیم کرد و به تالار رودکی آورد. اشکالی که به نظر من در این نمایش‌نامه وجود داشت آن بود که منظومه نظامی از آغاز تا پایان در بحر متقارب به ریتم یکنواخت نوشته شده بود و برای موسیقی مناسب نبود. آهنگساز تا حدودی می‌توانست از ریتم یکنواخت شعری در موسیقی احتراز کند، ولی این کار برای یک اپرای کامل امکان نداشت. با این نظر حسین دهلوی آهنگساز اپرا نیز موافق بود…
اپرای خسرو و شیرین از نظر موسیقی دارای اهمیت شایسته‌است. در واقع این نخستین باری است که یک اپرا با تمام جزئیات لازم و بدون کم و کسر اضطراری، که غالباً به علت عجله به وجود می‌آید، به روی صحنه آمد.
حسین دهلوی با آنکه نخستین بار موسیقی اپرا می‌نوشت، در کار خود با دقت و نکته‌سنجی فراوان به تصنیف اثر پرداخت. او در تلفیق کلام فارسی و موسیقی اپرایی، که مشکل اساسی در اپراهای پیش بود، کوشش بسیار کرد و باید گفت که برای نخستین بار کلام فارسی در اپرا به لهجه فارسی خوانده می‌شد.
موسیقی خسرو و شیرین بسیار روان و دارای ملودی‌های مناسب است. حالات نمایشی با موسیقی تطبیق می-کند و سازهای همراهی‌کننده، همواره خوب انتخاب شده‌است. ملودی‌هایی که دهلوی برگزیده، گرچه اغلب اختصاصات موسیقی ایرانی را ندارد، اما تا آنجا که ممکن بود شیوه موسیقی ایرانی یا ارمنی مربوط به داستان اختیار شده‌است. از جمله پرلود و آواز جمعی دختران از پرده دوم حالت شرقی دارد و از زیباترین قسمت‌های اپراست.
کارگردانی اپرا را عنایت رضایی به عهده داشت. با وجود آنکه امکانات نمایشی کافی در نمایش‌نامه وجود داشت، با این حال کارگردانی ضعیف و بی‌حالت بود، به طوری که نه تنها به جلوه اپرا کمک نمی‌کرد، بلکه تا اندازه‌ای از ارزش نمایشی اپرا کاست. رهبری ارکستر را حشمت سنجری به عهده داشت و از این حیث اجرای اپرا به خوبی برگزار شد. دکورهای اپرا را تئولاو ساخت و او صحنه‌های جالبی از دربار ساسانی به نمایش گذاشت. لباس‌های اپرا را هلن انشا طراحی کرد که بیشتر به لباس‌های اروپایی شباهت داشت تا به لباس دورة ساسانی…
اما بزرگ‌ترین نقص داستانی این اپرا موضوع فرهاد است. فرهاد در این اپرا یک نقش زاید و بی‌معنی است… در حالی¬ که در داستان نظامی گنجوی نقش مهم‌تری دارد…
به قول احمد پژمان:
با اینکه خسرو و شیرین اولین کار اپرایی و حتی به اعتقاد من جزو اولین کارهای جدی دهلوی است، مع‌هذا تا حدود زیادی موسیقی او خوب است. البته ضعف‌هایی در لیبرتوی اپرا به چشم می‌خورد… اگر دهلوی کار و مطالعه خود را در این زمینه ادامه بدهد، بدون تردید در آینده موفقیت‌های درخشانی خواهد داشت، زیرا که او از استعداد، ذوق و قریحه فراوانی برخوردار است.